# Línea 133 (Buenos Aires)
La Línea 133 es una línea de Colectivos del Área Metropolitana de Buenos Aires. Une el barrio de Barracas con Puente Saavedra y Vicente López  en el Partido de Vicente López. Desde el 1 de septiembre de 2018 es operado por la Empresa Romero S.A. Grupo ERSA.

## Historia

### Creación
Esta línea fue parte de la C.T.C.B.A., posteriormente por Transportes 8 de Julio S.A. y antes de Plaza, la empresa General Pueyrredón.
El 19 de septiembre de 1994, Transportes 8 de Julio S.A. pierde su concesión por irregularidades en el servicio y al día siguiente la sucede Transporte Automotor Plaza S.A.C e I. hasta el 8 de enero de 2018, donde opera una transferencia del servicio a favor de Misión Buenos Aires, razón comercial de la empresa La Central de Vicente López S.A.C. hasta el 31 de agosto de 2018. El 1 de septiembre de 2018 una nueva transferencia se lleva a cabo a favor de la empresa ERSA Urbano S.A. con asiento en la provincia de Corrientes.
Con la transferencia hacia ERSA, se sumaron unidades 0km.

## Recorridos

### Recorrido A ida a Vicente López - Barracas
- - recorrido a ida a florida: desde avenida Manuel Montes de Oca y Pedro de Mendoza por Avenida Manuel Montes de Oca, Bernardo de Irigoyen, Avenida Juan de Garay, Combate de los Pozos, Avenida Caseros, La Rioja, Rondeau, 24 de noviembre, Pepirí, Uspallata, teniente coronel Gregorio Pomar, Quilmes, Avenida Caseros, avenida Cobo, Hortiguera, Zañartú, miró, avenida Castañares, avenida Carabobo, Coronel Ramón L. Falcón, Pumacahua, Avenida Rivadavia, ingreso a carriles exclusivos centro de transbordo flores a la altura de la calle Caracas, salida de carriles exclusivos centro de transbordo Flores a la altura de la calle Condarco, Avenida Rivadavia, Avenida Nazca, Juan Agustín García, Avenida Boyacá, Punta Arenas, carril general del metrobús San Martín, avenida Chorroarín, Morlote, Tronador, Avenida del Campo, Avenida Combatientes de Malvinas, avenida Triunvirato, avenida Olazábal, Superí, Avenida Monroe, avenida doctor Ricardo Balbín, Blanco Encalada, ingreso al carril del metrobús norte – Cabildo, carril del metrobús norte – Cabildo, salida del carril del metrobús norte – Cabildo a la altura de la calle Pico, carril general del metrobús norte – Cabildo, cruce avenida General Paz, carril general del metrobús norte – Maipú hasta el n.º 75 donde ingresa a la estación de transferencia de transporte público de pasajeros de corta y media distancia de Vicente López.

- - recorrido a de vuelta a Barracas: desde la estación de transferencia de transporte público de pasajeros de corta y media distancia de Vicente López sita en avenida Maipú n.º 75 por carril del metrobús norte – Maipú, carril del metrobús norte – Maipú, cruce avenida General Paz, carril del metrobús norte – Cabildo, salida del carril del metrobús norte – Cabildo a la altura de la calle Franklin Delano Roosevelt, carril general del metrobús norte – Cabildo, avenida Monroe, avenida Triunvirato, Avenida Combatientes de Malvinas, Avenida Chorroarín, Ávalos, Quirós, Avenida de los Constituyentes, avenida Chorroarín, carril general del Metrobús San Martín, Miguel Ángel, avenida Álvarez Jonte, Avenida Nazca, Yerbal, Argerich, ingreso a carriles exclusivos centro de transbordo Flores, salida de carriles exclusivos centro de transbordo Flores a la altura de la calle Culpina, avenida Rivadavia, avenida Carabobo, avenida Castañares, Zañartú, Puán, avenida Cobo, Avenida Caseros, Raultet, Uspallata, avenida Almafuerte, Uspallata, Monteagudo, avenida Caseros, avenida Entre Ríos, Avenida Juan de Garay, Lima oeste, Avenida Brasil, General Hornos, Doctor Enrique Finochietto, Avenida Manuel Montes de oca, Río Cuarto, herrera, Avenida Don Pedro de Mendoza, avenida Manuel montes de oca hasta Pedro de Mendoza.

### Recorrido B ida a Avenida Nazca y Avenida Gaona - Barracas
- - desde avenida Manuel Montes de Oca y Pedro de Mendoza por avenida Manuel Montes de Oca, Bernardo de Irigoyen, Avenida Juan de Garay, Combate de los Pozos, Avenida Caseros, La Rioja, Rondeau, 24 de noviembre, Pepirí, Uspallata, teniente coronel Gregorio pomar, Quilmes, avenida Caseros, avenida Cobo, Hortiguera, Zañartú, miró, avenida Castañares, avenida Carabobo, Coronel Ramón L. Falcón, Pumacahua, Avenida Rivadavia, ingreso a carriles exclusivos centro de transbordo Flores a la altura de la calle Caracas, salida de carriles exclusivos centro de transbordo Flores a la altura de la calle Condarco, avenida Rivadavia, avenida Nazca hasta Avenida Gaona.

- - vuelta a Barracas: desde Avenida Gaona y Avenida Nazca por Avenida Nazca, Yerbal, Argerich, ingreso a carriles exclusivos centro de transbordo Flores, salida de carriles exclusivos centro de transbordo Flores a la altura de la calle Culpina, avenida Rivadavia, avenida Carabobo, avenida Castañares, Zañartú, Puán, Avenida Cobo, Avenida Caseros, Raulet, Uspallata, avenida Almafuerte, Uspallata, Monteagudo, Avenida caseros, Avenida Entre Ríos, avenida Juan de Garay, Lima Oeste, Avenida Brasil, General Hornos, doctor Enrique Finochietto, Avenida Manuel Montes de Oca, Río Cuarto, herrera, Avenida Don Pedro de Mendoza, avenida Manuel montes de oca hasta Pedro de Mendoza.

### Recorrido C ida a Vicente López - Estación FF.CC. General Urquiza
- - a Florida: desde Bucarelli y avenida Olazábal por avenida Olazábal, Superí, avenida Monroe, avenida Doctor Ricardo Balbín, Blanco Encalada, ingreso al carril del metrobús norte – Cabildo, carril del metrobús norte – Cabildo, cruce Avenida General Paz, carril del metrobús norte – Maipú, salida del carril metrobús norte – Maipú a la altura de la calle General Roca, General Roca hasta Ombú.

- - vuelta a estación general Urquiza: desde la estación de transferencia de transporte público de pasajeros de corta y media distancia de Vicente López sita en avenida Maipú n.º 75 por carril del metrobús norte – Maipú, carril del metrobús norte – Maipú, cruce avenida General Paz, carril del metrobús norte – Cabildo, salida del carril del metrobús norte – Cabildo a la altura de la calle Franklin Delano Roosevelt, carril general del metrobús norte – Cabildo, avenida Monroe hasta avenida Triunvirato.

### Recorrido D ida a Vicente López - Barracas
- - a estación de transferencia de transporte público de pasajeros de corta y media distancia de Vicente López: desde avenida Manuel Montes de Oca y Pedro de Mendoza, por avenida Manuel montes de Oca, Bernardo de Irigoyen, avenida Juan de Garay, Combate de los Pozos, avenida caseros, la rioja, Rondeau, 24 de noviembre, Pepirí, Uspallata, teniente coronel Gregorio Pomar, Quilmes, avenida Caseros, avenida Cobo, Hortiguera, Zañartú, Miró, Avenida Castañares, avenida Carabobo, coronel Ramón L. Falcón, Pumacahua, avenida Rivadavia, ingreso a carriles exclusivos centro de transbordo Flores a la altura de la calle Caracas, salida de carriles exclusivos centro de transbordo Flores a la altura de la calle Condarco, avenida Rivadavia, avenida Nazca, Juan Agustín García, avenida Boyacá, Punta Arenas, carril general del metrobús San Martín, avenida Chorroarín, Morlote, Tronador, avenida del Campo, avenida Combatientes de Malvinas, avenida Triunvirato, avenida Olazábal, Superí, avenida Monroe, avenida doctor Ricardo Balbín, Blanco Encalada, ingreso al carril del metrobús norte – Cabildo, carril del metrobús norte – Cabildo, salida del carril del metrobús norte – Cabildo a la altura de la calle Pico, carril general del metrobús norte – Cabildo, cruce avenida General Paz, carril general del metrobús norte – Maipú hasta el n.º 75 donde ingresa a la estación de transferencia de transporte público de pasajeros de corta y media distancia de Vicente López.

- - vuelta a barracas: desde la estación de transferencia de transporte público de pasajeros de corta y media distancia de Vicente López sita en avenida Maipú n.º 75 por carril del metrobús norte – Maipú, carril del metrobús norte – Maipú, cruce avenida General Paz, carril del metrobús norte – Cabildo, salida del carril del metrobús norte – Cabildo a la altura de la calle Franklin Delano Roosevelt, carril general del metrobús norte – Cabildo, avenida Monroe, avenida Triunvirato, avenida Combatientes de Malvinas, avenida Chorroarín, Ávalos, Quirós, avenida de los Constituyentes, avenida Chorroarín, carril general del metrobús San Martín, Miguel Ángel, avenida Álvarez Jonte, avenida nazca, Yerbal, Argerich, ingreso a carriles exclusivos centro de transbordo Flores, salida de carriles exclusivos centro de transbordo Flores a la altura de la calle Culpina, avenida Rivadavia, avenida Carabobo, avenida Castañares, zañartú, Puán, avenida Cobo, avenida Caseros, Raulet, Uspallata, avenida Almafuerte, Uspallata, Monteagudo, Avenida Caseros, avenida Entre Ríos, avenida Juan de Garay, Lima Oeste, avenida Brasil, general Hornos, doctor Enrique Finochietto, avenida Manuel Montes de Oca, Río Cuarto, Herrera, Avenida Don Pedro de Mendoza, avenida Manuel Montes de Oca hasta Pedro de Mendoza.

## Lugares de interés
La línea 133 recorre algunos lugares famosos, históricos y de interés, como los siguientes: Constitución, Parque Patricios, Puente Saavedra, Plaza Flores, Avenida Avellaneda, Hospital Udaondo, Hospital Garrahan, Hospital Tornú, Hospital Álvarez, Hospital Piñero, Hospital Muñiz, Hospital Sarda, Hospital Churruca, Universidad de Flores, Comuna 5 - GCBA, Comuna 7 - GCBA, Comuna 13 - GCBA, Estadio de Argentinos Juniors, Estadio de Comunicaciones, Estadio de Huracán, Estadio Cubierto Malvinas Argentinas, El Teatro, Clínica Santa Isabel y Maternidad Santa Rosa.

## Siniestros
- octubre de 2012: un ómnibus de la línea (cuando aún era administrada por Plaza) atropelló y mató a una anciana.[5]

## Curiosidades
Un fanático de la línea, restauró una unidad El Detalle OA 101 de la antigua línea 133 (cuando aún era marrón). Su paradero (desde 2019) es desconocido al día de hoy.